# 广东扁担杆
广东扁担杆（学名：Grewia kwangtungensis）是锦葵科扁担杆属的植物，为中国的特有植物。分布在中国大陆的广东等地，目前尚未由人工引种栽培。